# Écrainville
Écrainville est une commune française située dans le département de la Seine-Maritime en région Normandie.

## Géographie

### Localisation
| Cuverville          | Fongueusemare               | Sausseuzemare-en-Caux            |
| Criquetot-l'Esneval | Écrainville                 | Goderville                       |
| Vergetot            | Saint-Sauveur-d'Émalleville | Manneville-la-Goupil, Bornambusc |

Commune du canton de Goderville.
Située à une altitude comprise entre 60 et 139 mètres, Écrainville s'étend sur 247 hectares.
Sise entre Goderville et Criquetot-l'Esneval, la commune est constituée de 28 hameaux dont : 
| - le Bourg - la Mare aux Chats - les Groseillers - le Val-Miellé - le Presbytère - le Neufbourg - la Mare Recher - Tennemare - la Grande Rue - la Vallée de Misère - les Partages - le Bailliage - le Hameau du Château |

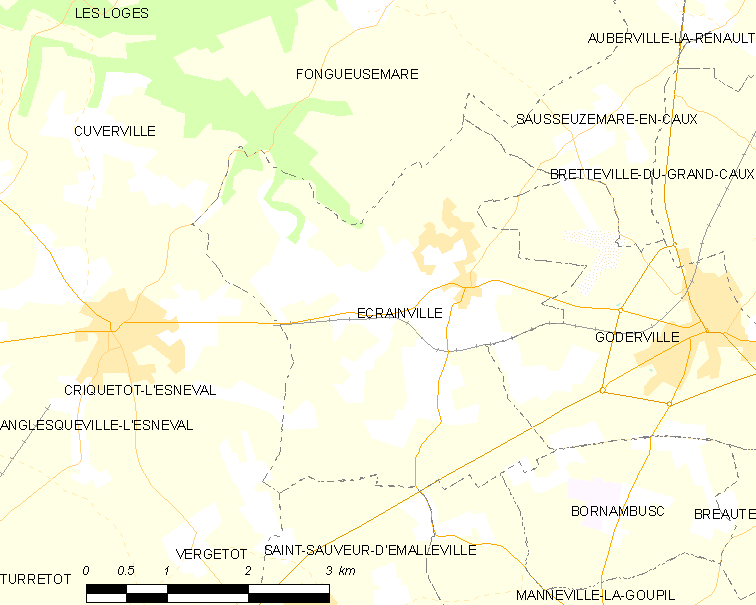
Carte de la commune.
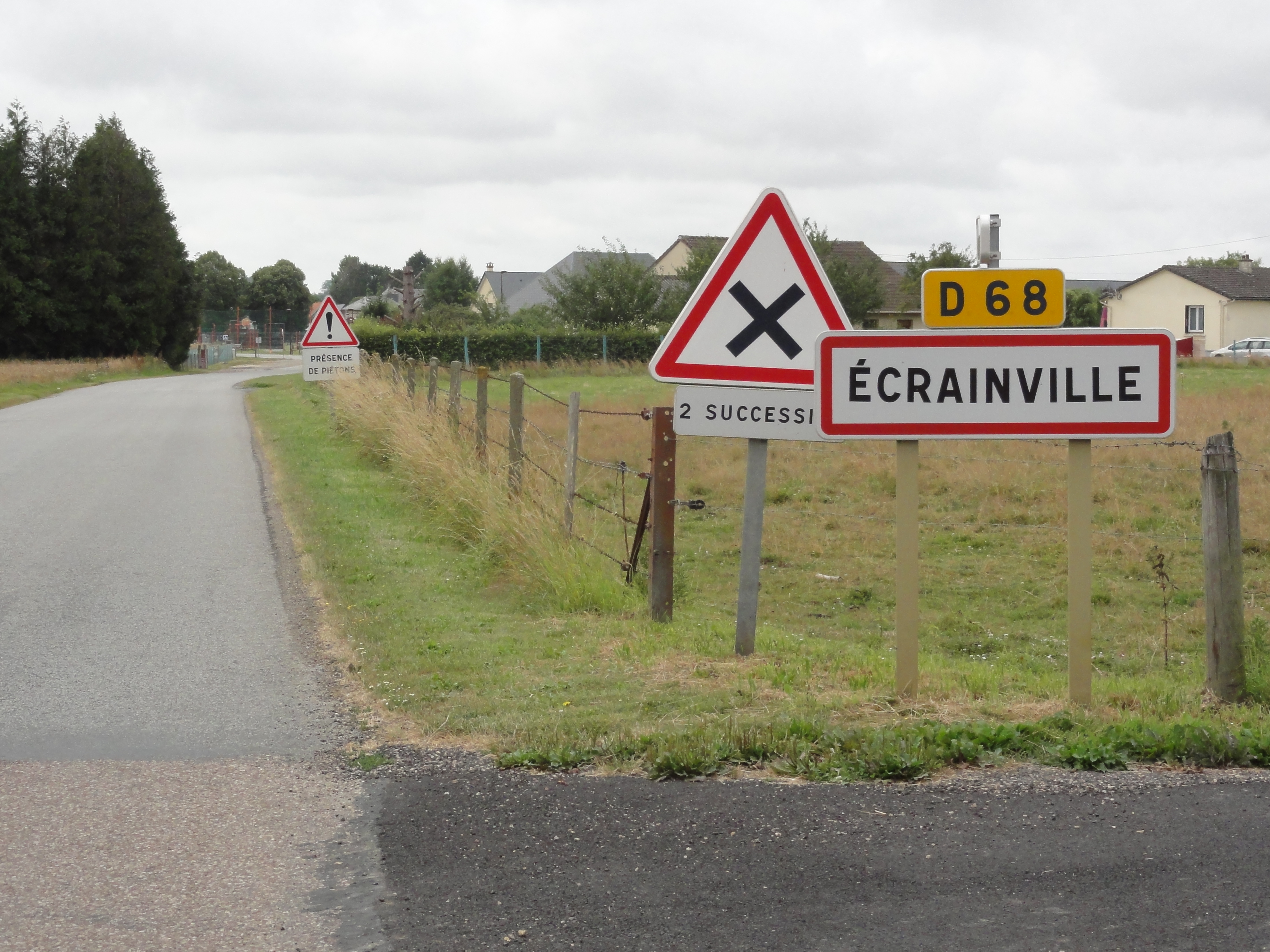
Entrée de l'agglomération.

### Hydrographie
La commune est située dans le bassin Seine-Normandie. Elle n'est drainée par aucun cours d'eau,. Néanmoins deux plans d'eau sont présents sur le territoire communal : la mare aux Chats (0,06 ha) et la mare Rogneuse (0,04 ha),.

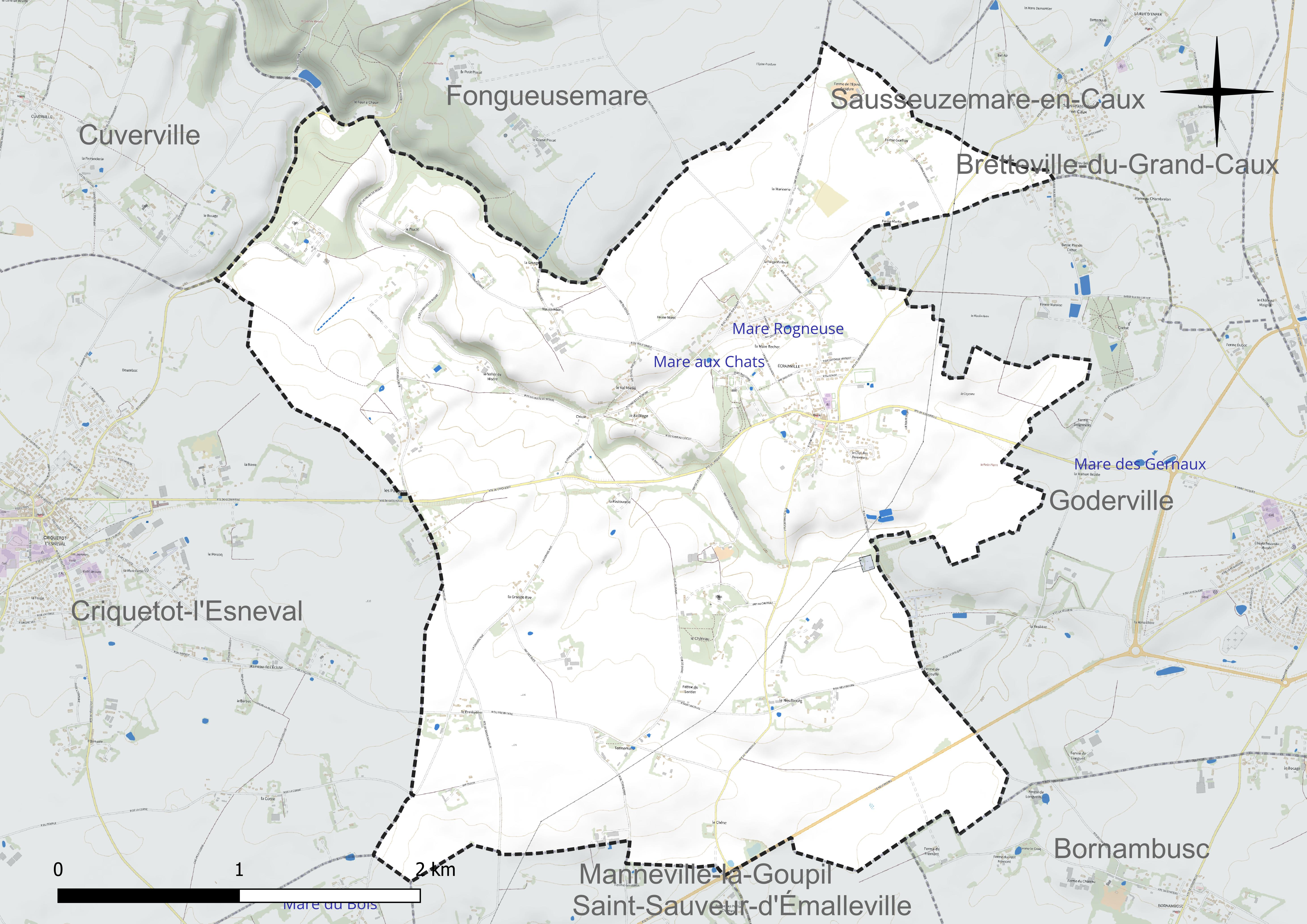
Réseau hydrographique d'Écrainville.

### Climat
Pour des articles plus généraux, voir Climat de la Normandie et Climat de la Seine-Maritime.
En 2010, le climat de la commune est de type climat océanique franc, selon une étude du CNRS s'appuyant sur une série de données couvrant la période 1971-2000. En 2020, Météo-France publie une typologie des climats de la France métropolitaine dans laquelle la commune est exposée à un climat océanique et est dans la région climatique Côtes de la Manche orientale, caractérisée par un faible ensoleillement (1 550 h/an) ; forte humidité de l’air (plus de 20 h/jour avec humidité relative > 80 % en hiver), vents forts fréquents. Parallèlement le GIEC normand, un groupe régional d’experts sur le climat, différencie quant à lui, dans une étude de 2020, trois grands types de climats pour la région Normandie, nuancés à une échelle plus fine par les facteurs géographiques locaux. La commune est, selon ce zonage, exposée à un « climat maritime », correspondant au Pays de Caux, frais, humide et pluvieux, légèrement plus frais que dans le Cotentin.
Pour la période 1971-2000, la température annuelle moyenne est de 10,2 °C, avec une amplitude thermique annuelle de 13 °C. Le cumul annuel moyen de précipitations est de 980 mm, avec 13,4 jours de précipitations en janvier et 8,8 jours en juillet. Pour la période 1991-2020, la température moyenne annuelle observée sur la station météorologique la plus proche, située sur la commune de Octeville-sur-Mer à 18 km à vol d'oiseau, est de 11,5 °C et le cumul annuel moyen de précipitations est de 790,7 mm,. Pour l'avenir, les paramètres climatiques de la commune estimés pour 2050 selon différents scénarios d’émission de gaz à effet de serre sont consultables sur un site dédié publié par Météo-France en novembre 2022.

## Urbanisme

### Typologie
Au 1er janvier 2024, Écrainville est catégorisée commune rurale à habitat dispersé, selon la nouvelle grille communale de densité à sept niveaux définie par l'Insee en 2022.
Elle est située hors unité urbaine. Par ailleurs la commune fait partie de l'aire d'attraction du Havre, dont elle est une commune de la couronne,. Cette aire, qui regroupe 116 communes, est catégorisée dans les aires de 200 000 à moins de 700 000 habitants,.

### Occupation des sols
L'occupation des sols de la commune, telle qu'elle ressort de la base de données européenne d’occupation biophysique des sols Corine Land Cover (CLC), est marquée par l'importance des territoires agricoles (94,2 % en 2018), une proportion sensiblement équivalente à celle de 1990 (94,6 %). La répartition détaillée en 2018 est la suivante : 
terres arables (64,4 %), prairies (27,1 %), zones urbanisées (3,6 %), zones agricoles hétérogènes (2,8 %), forêts (2,2 %). L'évolution de l’occupation des sols de la commune et de ses infrastructures peut être observée sur les différentes représentations cartographiques du territoire : la carte de Cassini (XVIIIe siècle), la carte d'état-major (1820-1866) et les cartes ou photos aériennes de l'IGN pour la période actuelle (1950 à aujourd'hui).

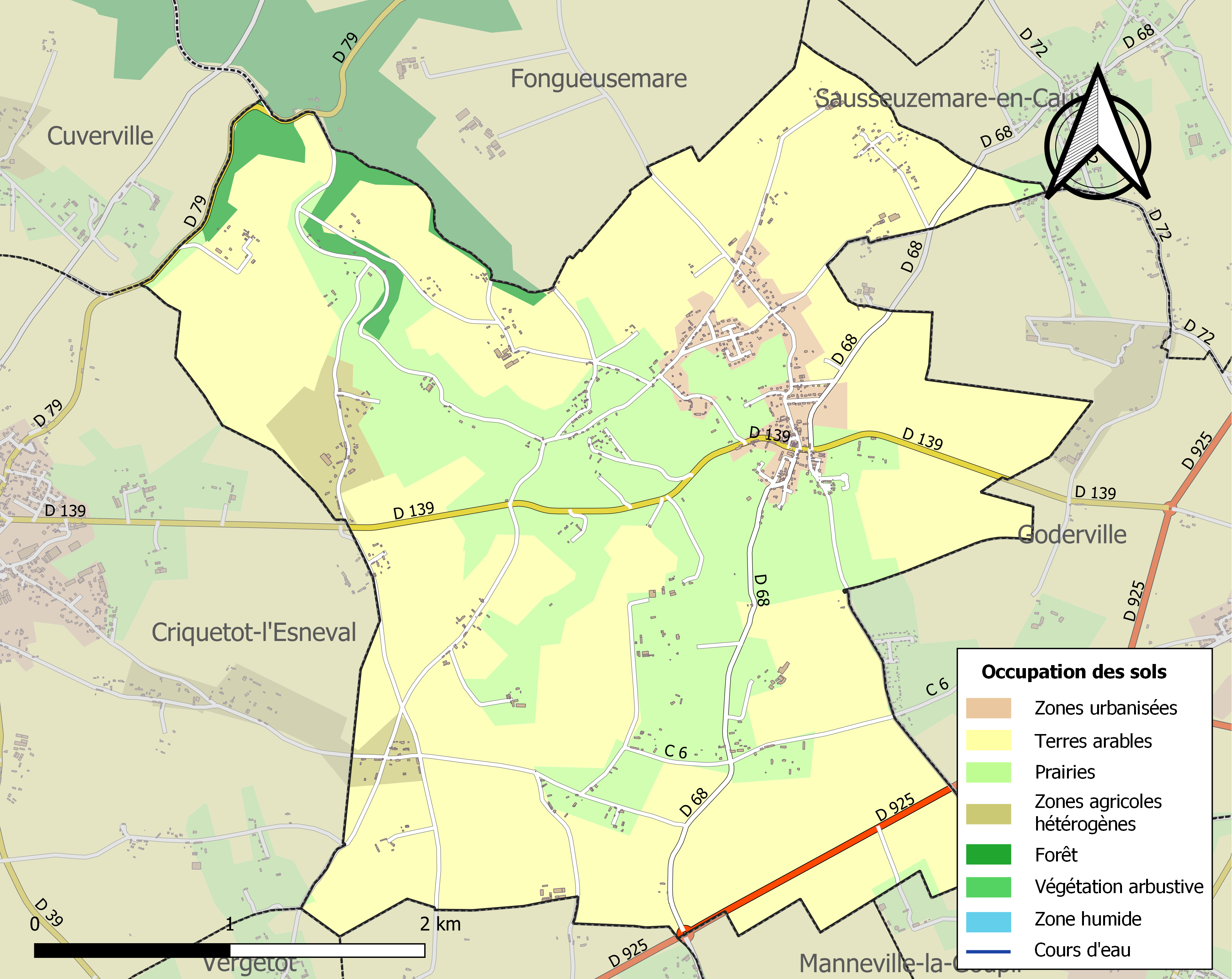
Carte des infrastructures et de l'occupation des sols de la commune en 2018 (CLC).

## Toponymie
Le nom de la localité est attesté sous la forme latinisée Escreinvilla au XIIe siècle et régulièrement jusqu'à la fin du XIIIe siècle.
Il s'agit d'une formation toponymique médiévale en -ville au sens ancien de « domaine rural », vile ayant d'abord signifié « domaine rural » (d'où vilain « paysan du Moyen Âge »), puis « village » peu à peu à partir du XIe siècle.
Albert Dauzat rapproche le premier élément Écrain- d'un radical qu'il croit reconnaître dans les différents Les Ecrennes (Seine-et-Marne, les Escreines 1209); Escrennes (Loiret, Screonas 979), etc., tous situés ailleurs qu'en Normandie et qu'il attribue à un hypothétique appellatif francique *screona « atelier ». François de Beaurepaire quant-à-lui rejette cette hypothèse et considère le premier élément Écrain- comme obscur. Ernest Nègre y voit « peut-être » l'ancien français escraine « hutte, chaumière, lieu de la veillée ».
Remarques :  Les noms de lieux en -ville sont généralement formés avec des noms de personnes, alors que les appellatifs sont beaucoup plus rares. Par ailleurs, les formes anciennes ne militent pas en faveur des appellatifs *screona (mot hypothétique) ou escraine, qui auraient dû donner *Écraineville en composition avec -ville. En revanche, il existe un nom de personne norrois Skeringr bien attesté.

## Histoire
De nombreux documents permettent de faire remonter l’occupation du territoire à l’époque franque, voire à des périodes antérieures. L’abbé Dicquemare décrit, en 1778, la crypte de l’ancienne marnière de Maucomble, au Val-Miellé, et son étude des 150 squelettes humains qui y sont découverts laisse penser que cette crypte remonte au XIe siècle puisque l’église Saint-Denis date de cette période.
Les premiers documents écrits mentionnant Écrainville ou l'un de ses hameaux remontent à la fin du XIe siècle. En 1180, le seigneur de Tennemare ou Tannemare figure sur les registres de l’Échiquier de Normandie. À partir du XVIIe siècle, les Foville se transmettent de père en fils la seigneurie d’Écrainville et regroupent les principaux fiefs sous leur autorité. Dès la fin du XVIIIe siècle naissent les projets de réunion de communes. L’ordonnance du 25 octobre 1826 réunit Tennemare à Écrainville. Pendant la Révolution française, par décret de la convention nationale du 22 février 1793, Écrainville devient « Saint Arnoult/Mer » du nom du notable de la commune (c'est-à-dire le curé),, puis en deuxième délibération il fut conservé le nom de « La Carmagnole ».
Au XIXe siècle, l’industrie textile rurale est encore très florissante puis elle décline à partir des années 1920.

## Politique et administration
| Période                                  | Période                    | Identité           | Étiquette | Qualité                                                                 |
| ---------------------------------------- | -------------------------- | ------------------ | --------- | ----------------------------------------------------------------------- |
| Les données manquantes sont à compléter. |                            |                    |           |                                                                         |
| 1790                                     | 1791                       | Aubry              |           |                                                                         |
| 1791                                     | 1792                       | Seigneuré          |           |                                                                         |
| 1792                                     | 1793                       | Arnoult            |           | Curé                                                                    |
| 1794                                     |                            | Maillard           |           |                                                                         |
| 1844                                     |                            | Ternon             |           |                                                                         |
| 1871                                     | 1888                       | Charles de Pardieu |           | Comte                                                                   |
| 1894                                     | 1898                       | Guillaume Campion  |           |                                                                         |
| 1919                                     |                            | Homont             |           |                                                                         |
| Les données manquantes sont à compléter. |                            |                    |           |                                                                         |
| 1971                                     | 1990                       | Jean Caillot       |           |                                                                         |
| mars 1990                                | 2008                       | Jacques Lambert    |           |                                                                         |
| mars 2008                                | En cours (au 10 août 2020) | Claire Guéroult    | Horizons  | Conseillère départementale depuis 2021 Réélue pour le mandat 2020-2026, |

## Démographie
L'évolution du nombre d'habitants est connue à travers les recensements de la population effectués dans la commune depuis 1793. Pour les communes de moins de 10 000 habitants, une enquête de recensement portant sur toute la population est réalisée tous les cinq ans, les populations de référence des années intermédiaires étant quant à elles estimées par interpolation ou extrapolation. Pour la commune, le premier recensement exhaustif entrant dans le cadre du nouveau dispositif a été réalisé en 2004.

En 2022, la commune comptait 985 habitants, en évolution de −5,65 % par rapport à 2016 (Seine-Maritime : +0,35 %, France hors Mayotte : +2,11 %).
| 1793  | 1800  | 1806  | 1821 | 1831  | 1836  | 1841  | 1846  | 1851  |
| ----- | ----- | ----- | ---- | ----- | ----- | ----- | ----- | ----- |
| 1 060 | 1 043 | 1 073 | 963  | 1 214 | 1 204 | 1 169 | 1 125 | 1 123 |

| 1856  | 1861  | 1866  | 1872  | 1876  | 1881  | 1886 | 1891 | 1896 |
| ----- | ----- | ----- | ----- | ----- | ----- | ---- | ---- | ---- |
| 1 156 | 1 190 | 1 183 | 1 063 | 1 084 | 1 091 | 928  | 890  | 851  |

| 1901 | 1906 | 1911 | 1921 | 1926 | 1931 | 1936 | 1946 | 1954 |
| ---- | ---- | ---- | ---- | ---- | ---- | ---- | ---- | ---- |
| 802  | 851  | 785  | 783  | 809  | 786  | 799  | 868  | 756  |

| 1962 | 1968 | 1975 | 1982 | 1990 | 1999 | 2004 | 2006  | 2009  |
| ---- | ---- | ---- | ---- | ---- | ---- | ---- | ----- | ----- |
| 696  | 657  | 683  | 866  | 919  | 928  | 992  | 1 004 | 1 030 |

| 2014  | 2019 | 2022 | - | - | - | - | - | - |
| ----- | ---- | ---- | - | - | - | - | - | - |
| 1 036 | 977  | 985  | - | - | - | - | - | - |

## Vie associative et sportive

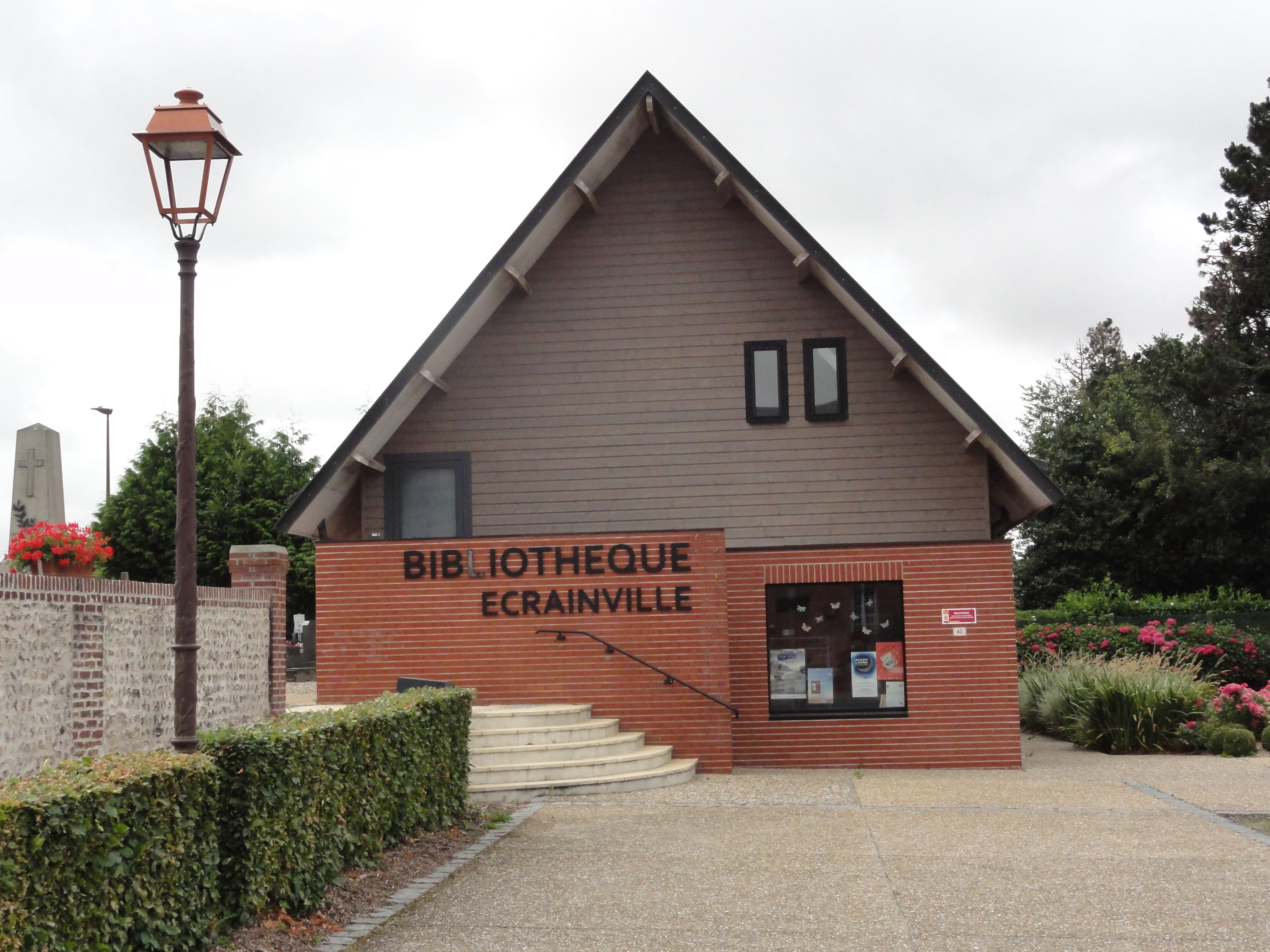
La bibliothèque.
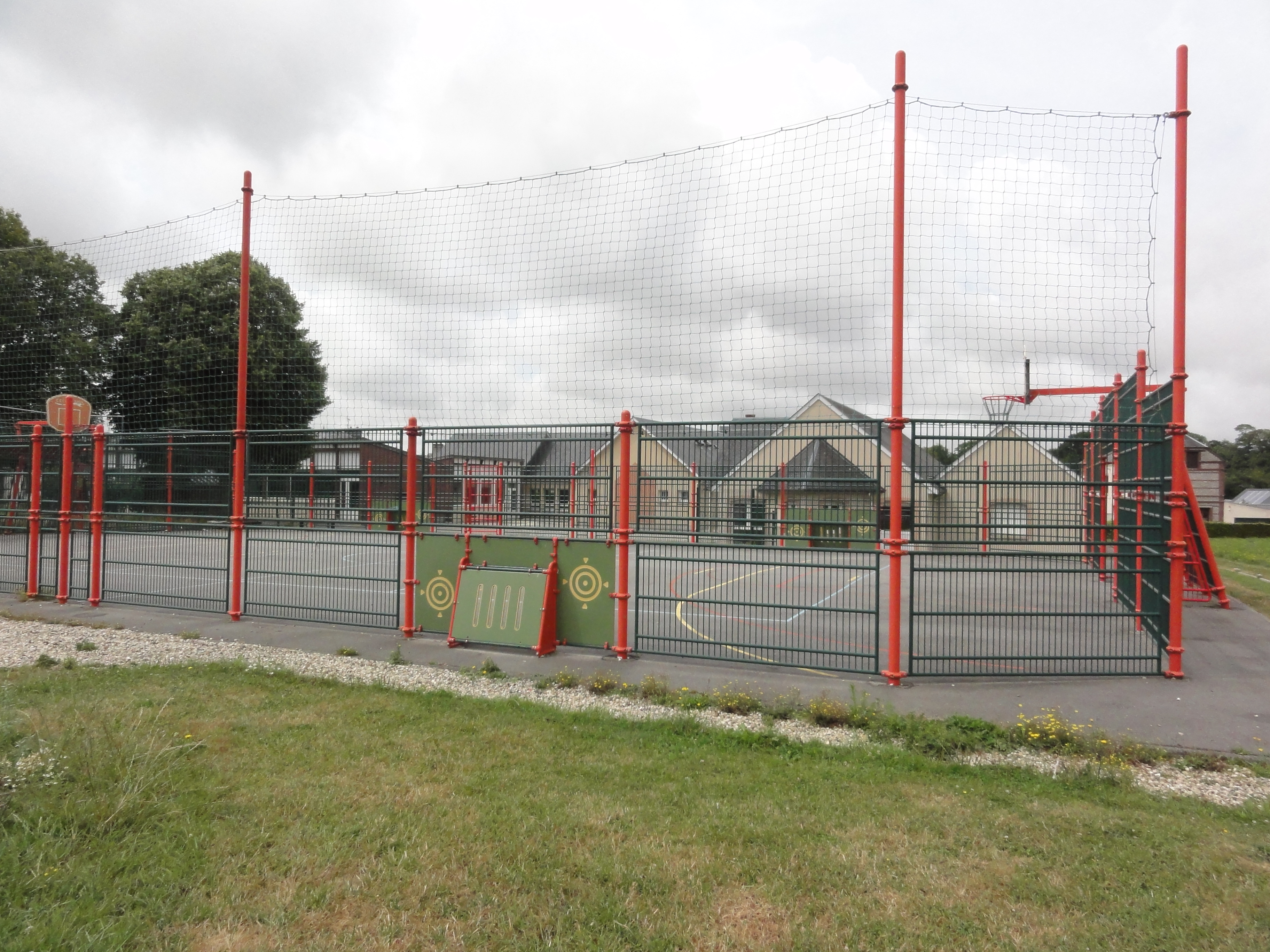
le terrain multisports.

## Culture locale et patrimoine

### Lieux et monuments
- Église Saint-Denis (XIe siècle).
- Croix de cimetière.
- Monument aux morts.
- Calvaire.

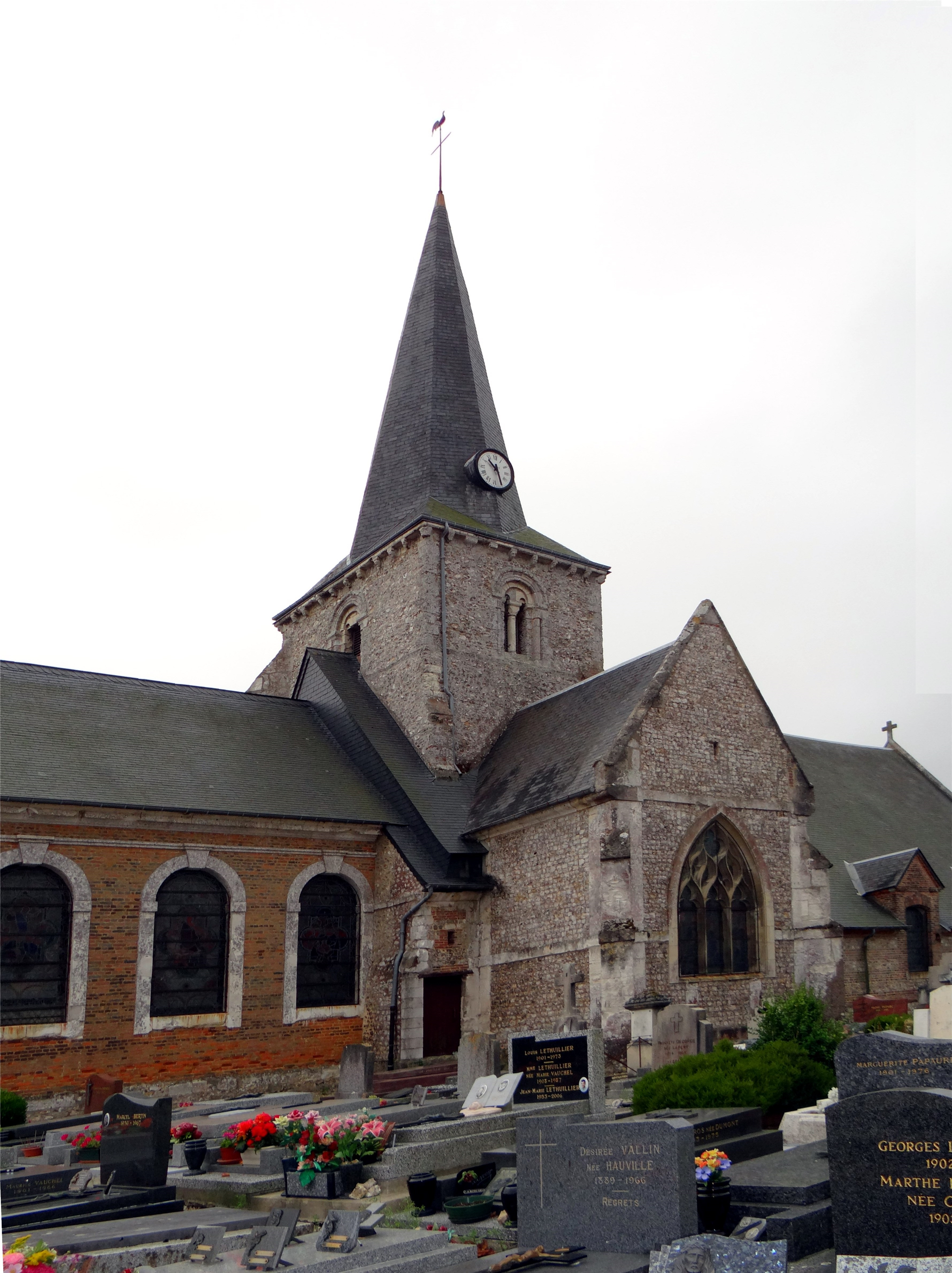
L'église Saint-Denis.

- Maison d'époque Henri IV (silex et pans de bois).
- Château d'Écrainville (réédifié au XIXe siècle)  construit en pierre et brique. Construit sur une architecture typique du (XVIIe siècle) : un bâtiment principal flanqué de deux pavillons en saillie. Un colombier du même style est implanté dans la cour du château[28].
- Le logis des Groseillers.
- Le manoir du Bailliage.
- Colombier de Maucomble.
- L'ancienne gare d'Écrainville.

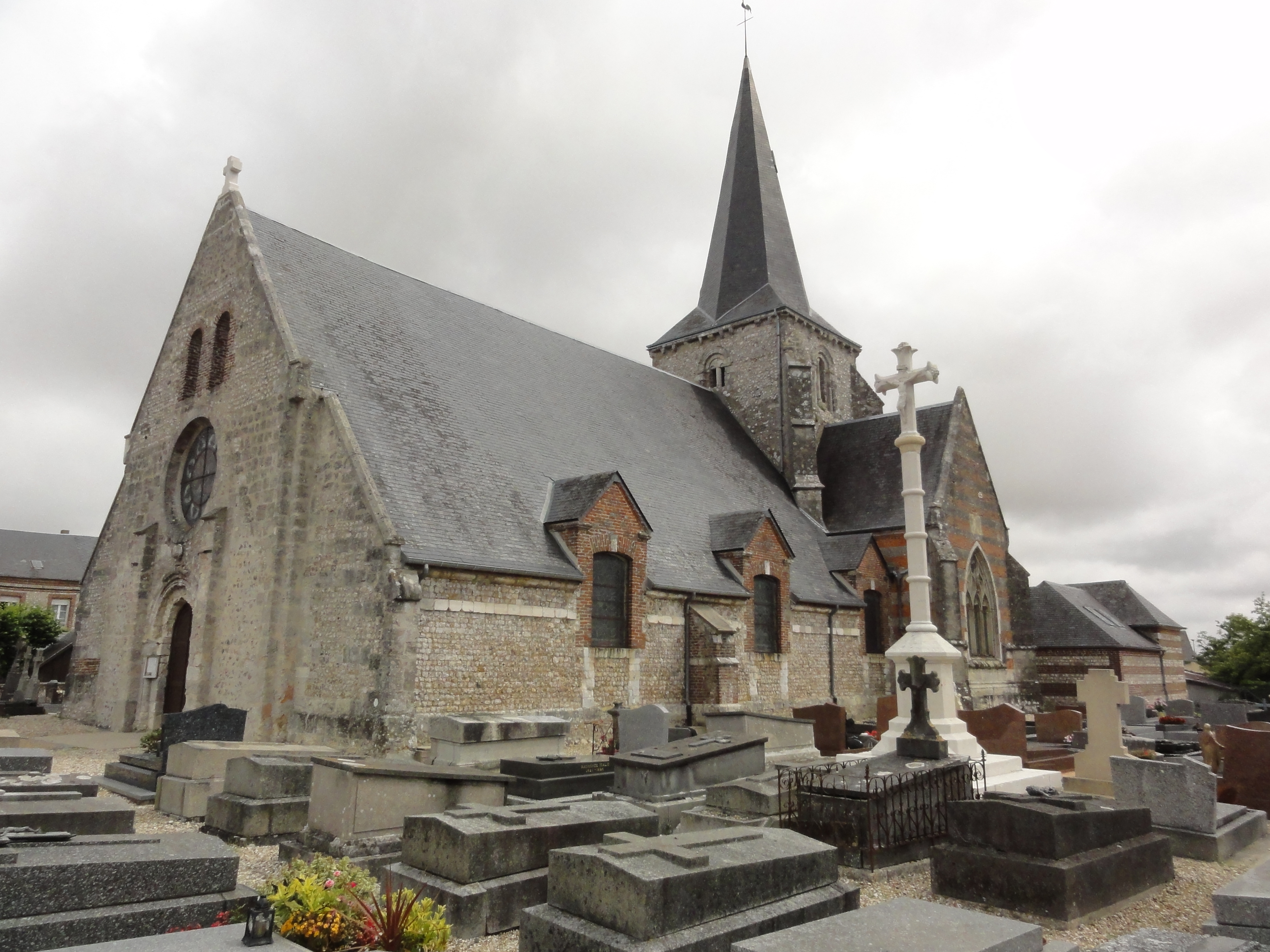
Église Saint-Denis.avant 1900
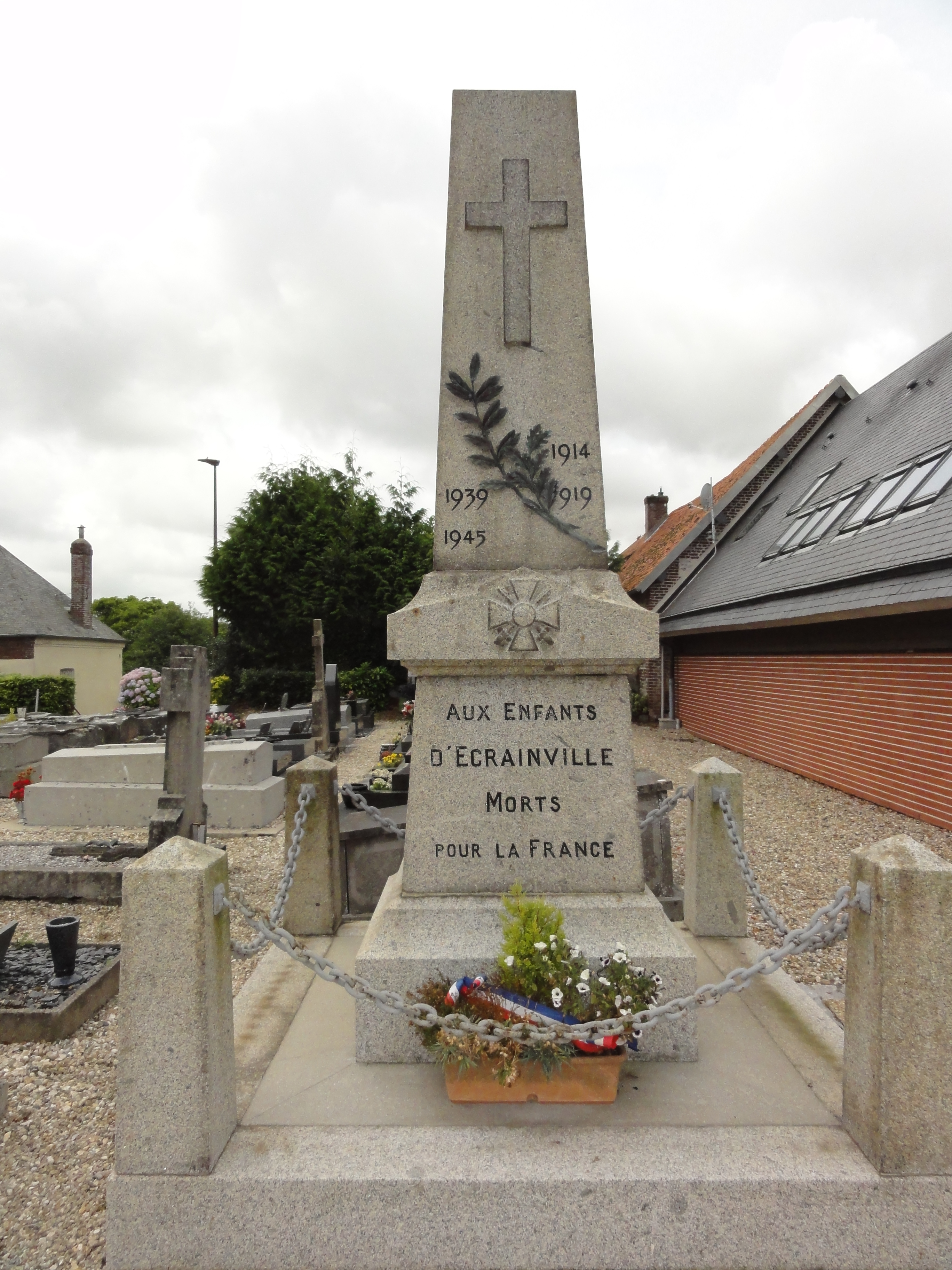
Monument aux morts.
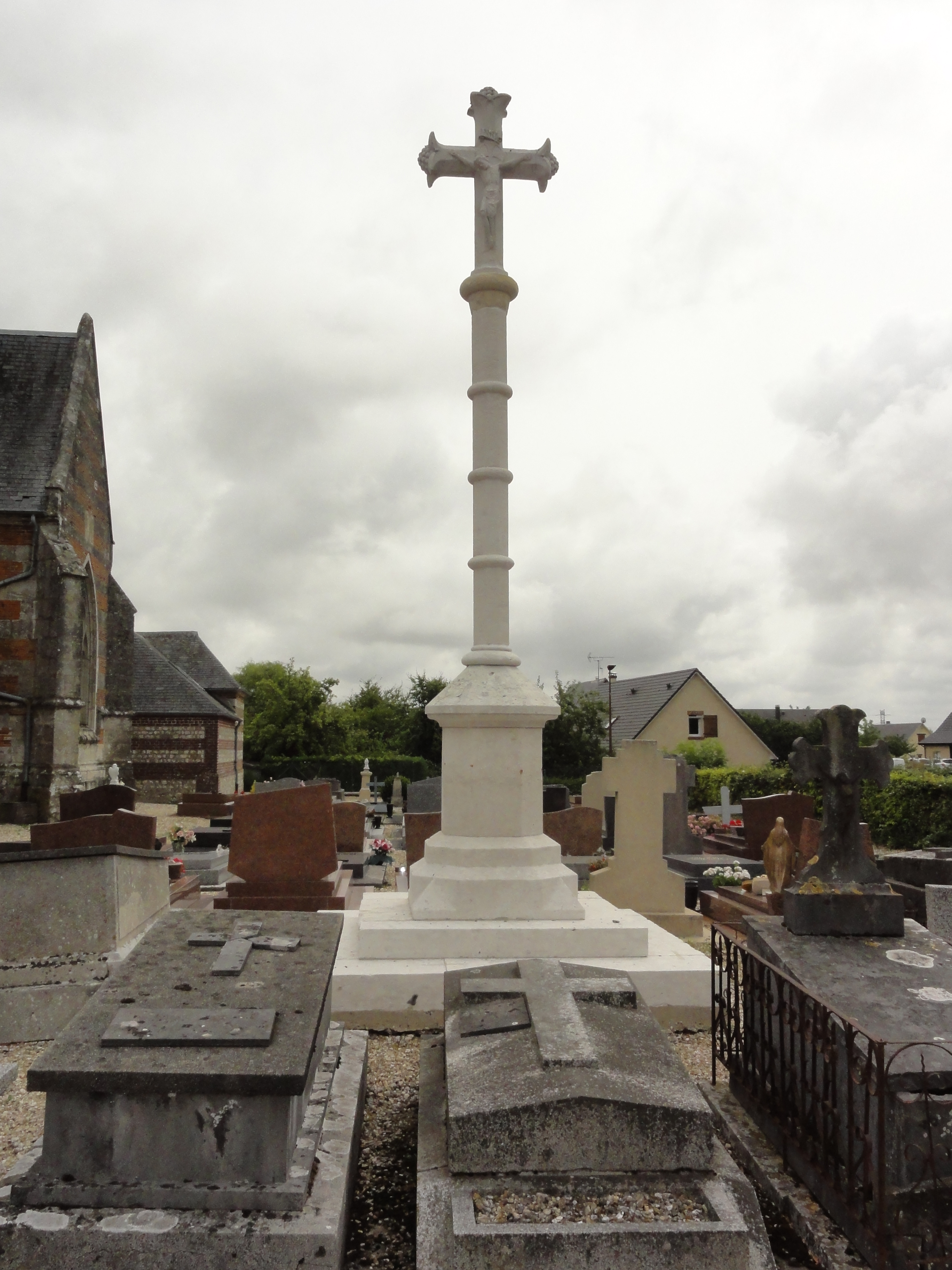
Croix de cimetière.
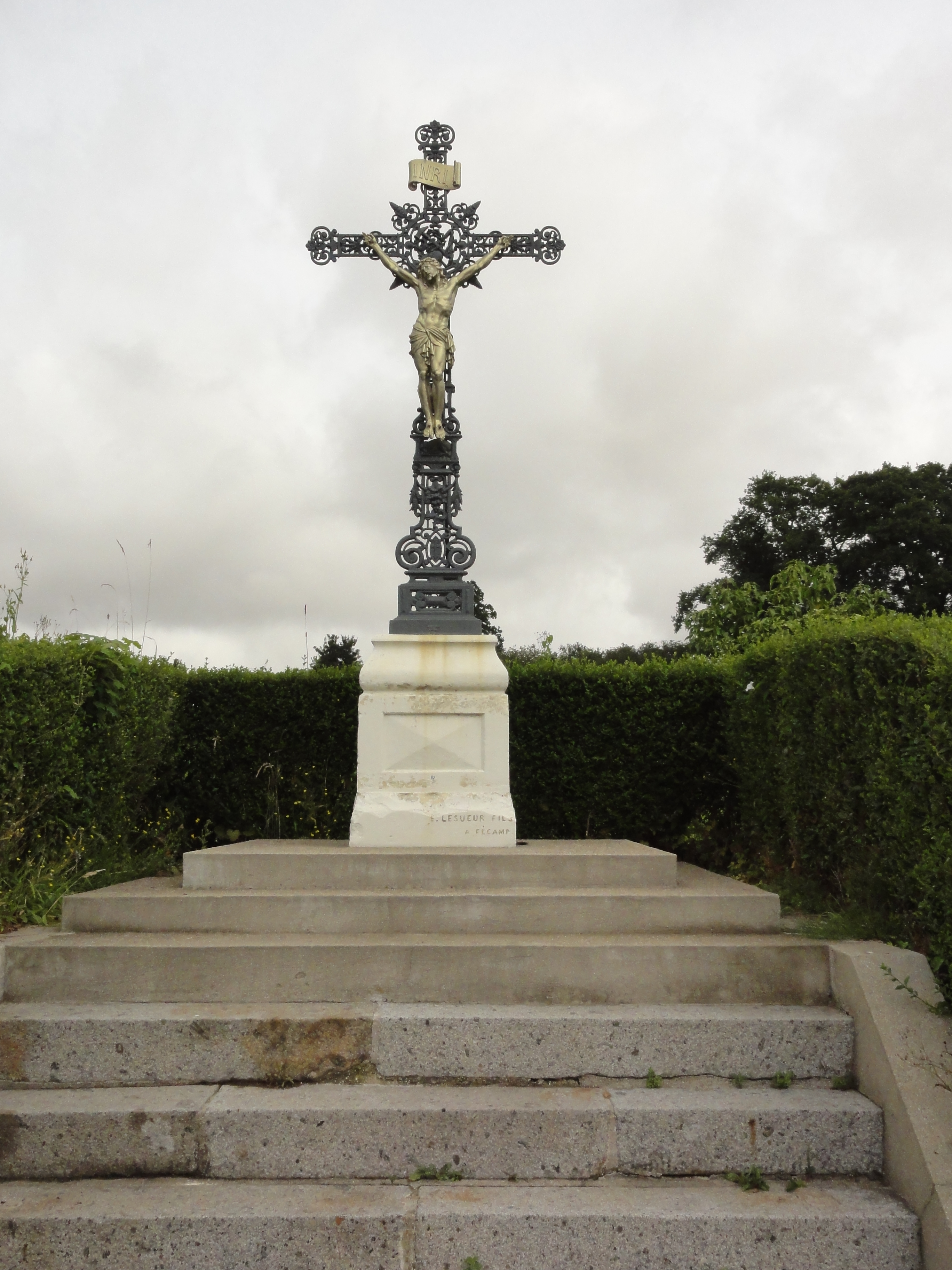
Calvaire.

### Équipements communaux et commerces
Le village est doté d'une école maternelle et primaire, d'une mairie, d'une bibliothèque, d'un terrain de tennis, d'un terrain de  football, d'une salle des fêtes et de deux commerces de proximité (boulangerie-pâtisserie et garage).